# Glaucocharis chelatella
Glaucocharis chelatella là một loài bướm đêm trong họ Crambidae.